# تعليم المرأة في الولايات المتحدة

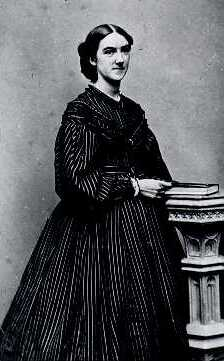

تم تأسيس التعليم العالي للرجال في أمريكا المستعمرة ومنذ عام 1800 انتقل الاهتمام بمكانه المرأة والفرص المتاحة في المجال التربوي نحو تحقيق المساواة بين الجنسين،  ومنذ عام 1982م قد تزايد عدد الحاصلين على درجة البكالوريوس في الولايات المتحدة حيث أن النساء أكثر من الرجال، وإضافة إلى ذلك فإن الغالبية العظمى من الأفراد الحاصلين على درجة الماجستير والدكتوراة  في الولايات المتحدة الأمريكية الآن هن النساء. 

## التاريخ

### فترة الاستعمار
في أمريكا المستعمرة كان التعليم الابتدائي موجود على نطاق واسع في نيو إنجلاند أكثر من الأماكن الأخرى وذلك يرجع إلى أن الجماعات التطهيرية في نيو انجلاند كانو يعتقدون أنه من الضروري تعلم الكتاب المقدس، فلذلك قامو بتعليم الفتيان والفتيات مهارة  القراءة في سن مبكرة، وكما أنه كان الزامياً أيضا أن كل بلدة تدفع اجراً مقابل التعليم في المدرسة الابتدائية وقد حصل مايقارب  10 بالمئة من الأفراد على التعليم الثانوي، وكانت نسبة حضور الفتيات في المدارس الرسمية قليل، ولكن معظمهن كانوا قادرين على الحصول على بعض التعليم في المنزل أو في ما يسمى «مدارس نوتردام» "Dame schools" حيث تدرس النساء مهارات القراءة والكتابة الأساسية في منازلهن، وبحلول عام 1750 تمكن ما يقرب 90٪ من النساء في نيو انجلاند وتقريباً كل الرجال من مهارتي القراءة والكتابة ولكن لم يكن هناك تعليم عالي للنساء.
بدأت الفتيات بالالتحاق بالمدارس المدعومة بالضرائب في وقت مبكر من عام 1767م في نيو انجلاند اذ أنه كان اختياري وكما أن بعض المدن كانت مترددة بهذا الامر، نورثامبتون في ولاية ماساتشوستس على سبيل المثال، تم تبني مثل هذه الجامعات في وقت متأخر لأن كثير من الأسر الغنية كانوا يهيمنون على البنية السياسية الاجتماعية، ولا يريدون دفع الضرائب لمساعدة الأسر الفقيرة، وحددت نورثامبتون الضرائب على جميع الأسر وليس على تلك العوائل التي لديها أطفال فقط، إذ أنها تستخدم هذه الأموال لدعم المدارس الثانوية لتحضير الأولاد للتسجيل في الجامعة وحتى بعد عام 1800م نورثامبتون لم تعلم الفتيات بالمال وفي المقابل كانت بلدة ساتون، ماساشوستس متنوعة من حيث القيادة الاجتماعية والدين في مرحلة مبكرة من تاريخها كما أن هذه البلدة دفعت الضرائب للأسر التي لديها أطفال فقط، وبالتالي خلقت دائرة انتخابية نشطة لصالح التعليم العام للبنين والبنات.
ويشير المؤرخون إلى أن القراءة والكتابة في الحقبة الاستعمارية كانت من المهارات المختلفة حيث تم تعليم مهارة الكتابة في أماكن غير المدارس للأولاد ولعدد قليل من الفتيات المتميزات، وذلك لأن الرجال يتعاملون مع الشؤون الدنيوية فيحتاجون إلى كل من مهارتي القراءة والكتابة لكن الفتيات يحتجن فقط إلى مهارة القراءة (وخاصة القراءة في المواد الدينية) وهذا التفاوت التعليمي بين القراءة والكتابة يفسر السبب في أن النساء في الحقبة الاستعمارية كن قادرات في كثير من الأحيان أن يقرأن، ولكن لم يكن يستطعن الكتابة ولا حتى أن يوقعن أسمائهن وعوضاً عن ذلك كن يستخدمن علامة (X).
وعبر الجنوب، كان هنالك القليل من المدارس العامة حيث كان معظم الآباء والأمهات يدرسون أولادهم إما بإحضار مدرسين خصوصيين متجولين أو بإرسالهم إلى المدارس الخاصة المحلية الصغيرة وتشير توقعات دراسة المرأة في جورجيا إلى وجود نسبة عالية من محو الأمية في المناطق التي توجد فيها مدارس وتم الإعلان في الصحف عن عشرات المشاريع المدرسية في ولاية كارولينا الجنوبية بداية عام 1732. 

### القرن العشرين
تزامناً مع بدايات الموجة الأولى من الحركة النسوية في القرن التاسع عشر جاءت محاولة من قبل النساء للحصول على حقوق المساواة في التعليم في الولايات المتحدة الأمريكية، وركزت منظمات حقوق المرأة على تعديل وزيادة مكانة المرأة في الساحة العامة بالقول إن الاختلافات الجوهرية الوحيدة بين النساء والرجال هي الاختلافات التي صنعها المجتمع، وبالتالي ينبغي أن يقدم  للمرأة نظام تعليمي شامل وعملي كالذي يتم تقديمه للرجال وبعد معارك طويلة ضد اضطهاد النساء فلقد حصلت النساء أخيراً على حق التعليم من خلال عدة جهات حكومية تعمل على افتتاح مرافق مستعدة لتثقيفهم وإتاحة الفرصة لهم حتى يحصلو على التعليم العالي.

### عقد 1930
كان التعليم موضوعا مثيرا للجدل في عقد عام1939م، وأنظمة مدرسة الفصل بين الجنسين تحمي  «ميزة تعليم الإناث في المرحلة الثانوية» ولقد كان الإقتصاد المنزلي والتعليم الصناعي عناصر جديدة في مناهج المرحلة الثانوية حيث كانت مصممة بكل وضوح لمهن النساء وتدرس هذه الفئات من النساء المهارات العملية مثل الخياطة والطبخ واستخدام الاختراعات المحلية الجديدة للعصر لكن للأسف هذا «التدريب الرسمي يقدم للمرأة ميزة غير كافيه في النضال من أجل عمل مستقر الأجر ويمكن الاعتماد عليه». 
كما شهد عقد 1930 أيضا تغيرات هائلة في تعليم المرأة على المستوى الجامعي وفي عام 1900م، كان عدد الطالبات الملتحقات بالجامعة في الولايات المتحدة الأمريكية  85338 طالبة و5237 منهن حصلن على شهادة البكالوريوس وفي عام1940م وصل عددهن إلى 600953 طالبة و77000 منهن حصلن على درجة البكالوريوس وأوضحت هذه الزيادة جزئيا  «الخطاب المعاصر الذي عزز الحاجة إلى التعليم العالي للنساء في مكانتهم كزوجات وأمهات ومواطنين ومهنين»
لأن الدور الصحيح للمرأة البيضاء والتي تنتمي للطبقة الوسطى في المجتمع الأمريكي في عقد عام 1930م هو أن تكون زوجة وأم، وأكدت الحجج لصالح تعليم المرأة مفاهيم علم تحسين النسل والمواطنة، وأظهر تعليم النساء كيفية ممارسة مسؤولياتهم المدنية، وأظهر لهم أهمية التصويت، وقد دربت الحكومة الطلابية النساء «في وقت مبكر ليصبحوا قادة في وقت لاحق»  وأظهرت  إحدى الدراسات أنه في عام 1935م  أن 62 ٪ من النساء اللاتي تخرجن من الجامعة لقد صوتوا مقارنة مع50 ٪ فقط من النساء اللواتي لم يلتحقن بالجامعة.
كان الافتراض الأساسي في عقد 1930 أن المرأة يجب أن تتزوج وكان هناك أيضا معتقد أن خريجات الجامعات تقل فرصهن في الزاوج  إما لأنهن  «انتظرن طويلا» أو ان تجربة الجامعة التي وسعت تفكيرهن قد ضللتهن بالاعتقاد أنه «يجب أن تكون  حقوق الزواج بالتساوي». وقد جادل الآخرون أن الجامعة جعلت من النساء أفضل زوجات وأمهات لأنها «كشفت عن المهارات العملية لديهن».
وبالإضافة إلى ذلك في عقد 1930 كانت هنالك صعوبات اقتصادية كبيرة في الولايات المتحدة مع بداية الكساد العظيم وفي هذه المرحلة من التاريخ، كان من المتوقع أن تكون الجامعة فعليه ومع اقتراب الأوقات المالية الصعبة، والحاجة إلى تبرير النفقات فإن الجامعة أصبحت طريقاً حقيقياً جدا بالنسبة للنساء وأسرهن، واثبتت دراسة عام 1924 ان الف وست مائة من النساء  الحاصلات على الدكتوراه والمستفيديات منها تقريباً يلخصن أن سبعين بالمائة تتطلب منح للمتطلبات الاحتياجية ومنح دراسية وزمالات من اجل تغطية النفقة المرتبطة بالكسب والدرجة العالية، وعلى الرغم من الدعم المالي إلا أنه كان يجب على غالبية هؤلاء النساء توفير المال لسنوات قبل متابعة دراستهم لأن المساعدات لم تكن أبدا كافيه، وعلى الرغم من هذه العيوب إلا أن عقد 1930 تميز  بكثرة نيل  النساء على درجة الدكتوراة وهذه الدرجات تختلف في مجالاتها وتم إضفاء المجالات الشرعية  للمرأة التي كانت مهمشة. 
و «الدعم الذاتي» أن هؤلاء النساء يعملن للمساعدة في تمويل تعليمهم  حتى يصبح مقبول وضروري على نطاق واسع، واضطر كل من الرجال والنساء على إيجاد طرق لدعم تعليمهم في هذه الفترة من الزمن، وكمبادرة للمساعدة في تخفيف العبء المالي الذي يواجه الأسر عند محاولة تعليم أبنائهم تم إنشاء الإدارة الوطنية للشباب من قبل حكومة الولايات المتحدة، وبين عامي 1935 و1943، أنفقت الإدارة الوطنية للشباب ما يقرب 93 مليون دولار وقامت بتوفير المساعدة المالية، وعلى الرغم من تزايد الفرص المتاحة للمرأة في مجال التعليم، كان هناك حاجة مستمرة لتبرير النفقات، كما ان عدد خريجي الجامعات ارتفع والذين نزحوا خلال فترة الكساد الكبير كان عليهم أن يتنافسو مع مجموعة أصغر سناً وأكثر تعلماً.
و كان للعقد  1930 بصمة ايضاً حيث انه كان الذكرى العاشره السنوية لاقتراع النساء في الولايات المتحدة وعلى الرغم من حصول المرأة على حق التصويت الا أنه يتم رفض النساء إلى حد كبير للرئاسة في مواقع السلطة السياسية التي بدورها تسمح لهم لإحداث تغيير سياسي لجنسهن، وعلى الرغم من تزايد أعداد الخريجات فقد تم حرم الكثير من النساء من المواقع التي كانت مؤهله لهم لصالح الرجل ولقد أثار هذا النضال أمثلة جديدة من النشاط السياسي وزيادة الدعم لتعديل الحقوق المتساوية.

#### مجالات الدراسة
كان التدريس والتمريض أكبر مجالين للنساء في العقد 1930، ولكن حظى الاقتصاد المنزلي أيضا على شعبية كبيرة خلال فترة الكساد وجلب الاقتصاد المنزلي لغة علمية للمجال التقليدي المحصور بالمنزل  ورفع «التدبير المنزلي الاحترام -  بالتأكيد للإناث - مهنتهن» ووكما أن برامج العمل الاجتماعي وتنمية الطفل ودور الحضانة التعليمية حظت بشعبية كبيرة آنذاك.
وبالإضافة إلى هذا التوجه المهني القوي في التعليم الأمريكي خلال العقود الأولى من القرن العشرين، فإن  النساء بدأن بشق طريقهن  ببطء إلى المجالات التي يهيمن عليها الذكور تقليديا من التعليم مثل الأعمال، والعلوم، والطب، والهندسة المعمارية، والهندسة، والقانون حيث أن المرأة ايضاً استطاعت الحصول على مناصب المسؤولية داخل الحكومة الإتحادية بسبب نقطة التحول التاريخية للصفقة الجديدة.

### الكليات النسائية
قبل الحرب الأهلية الأمريكية قليل من الكليات اعترفت بالنساء، تم تأسيس جامعة Salem  عام 1772 كمدرسة ابتدائية وتعتبر  أقدم مؤسسة تعليمية للإناث. 
كما أن بعض المؤسسات كالمؤسسات التعليمية المختلطة، بما في ذلك كلية اوبرلين التي تأسست عام 1833 وهي أول كلية تقبل النساء والأمريكيين من أصل أفريقي كطلاب
والجامعات المختلطة الأخرى التي تم إنشاءها مسبقاً وهي كلية هيلزدال والتي  تأسست كجامعة ميشيغان المركزية في سبرنغ أربور، ميشيغان في عام 1844، والكلية الإنطاكية التي أسسها المعلم هوراس مان في عام 1852 في يلو سبرينغز بولاية أوهايو، وجامعة هولينز التي تأسست  كمعهد Valley Union في رونوك بولاية فيرجينيا، حيث كان في عام 1842 كمؤسسة تعليمية مختلطة ولكن بعد ذلك أصبح مختص للإناث فقط في عام 1952. 
وقد تم تأسيس عدد من الكليات قبل الحرب الأهلية مع الهيئات الطلابية كلها للتعليم الإناث، بما في ذلك (بين آخريات، وبالإضافة إلى Salem): كلية ماونت هوليوك في جنوب هادلي، ماساتشوستس، التي تأسست عام 1837 والتي قامت بتأسيسها  ماري ليون كالجامعة النسائيه ماونت هوليوك وكلية وسلن لماكون بولاية جورجيا، التي تأسست في عام 1839 ككلية جورجيا للإناث، التي  تدعي أنها «أول كلية في العالم مستأجرة لمنح درجات للنساء» وكلية كوينز (التي تسمى الآن جامعة كوينز) لشارلوت بولاية نورث كارولينا والتي تأسست في عام1857 كمعهد شارلوت للإناث؛ كلية Averett (التي تسمى الآن جامعة Averett) لدانفيل، فرجينيا، التي تأسست في عام 1859 ككلية الاتحاد النساء الأوروبي وفاسار التي تأسست في بوغكيبسي، نيويورك في عام 1861.
مع بداية الحرب كان العديد من الرجال منشغلين بالحرب مما زاد الفرص امام النساء لملئ الفراغ في المدارس وأصبحت الجامعات أكثر استعدادا لقبول النساء وببطء فتحت المزيد من المؤسسات التعليمية أبوابها أمام المرأة حيث أن اليوم وصل عدد الكليات النسائية في الولايات المتحدة إلى 60 كلية والتي تقدم برامج تعليمية مختلطة متساوية في الحقوق لكلا الجنسين في الموضوع وفي الجودة على حد سواء.

### العمل الحكومي
في عام 1848 تم عقد مؤتمر سينيكا فولز في نيويورك للحصول على دعم التعليم والاقتراع ولكن كان له أثر فعال قليل وكما أن هذه الاتفاقية مهمة لأنها خلقت أساسا للجهود المبذولة لتحقيق تعليم مساوي للمرأة، على الرغم من أن  ذلك التعليم لم يتحقق فعلا حتى وقت لاحق من ذلك بكثير.
أسست كليات The Morrill Land-Grant عام 1862 جامعات لتعليم كلاً من الرجال والنساء في مجالات الدراسة العملية على الرغم من أن دراسات المرأة لا تزال تتمحور حول الاقتصاد المنزلي وبحلول عام1870 كانت30 ٪ من كليات التعليمة مختلطة وفي وقت لاحق في عقد 1930  أنشئت  كليات خاصة للنساء فقط التي وسعت الفرص للمجالات الدراسية لتشمل المزيد من التطور الفكري كمجال  مختلف عن التعليم المنزلي.

## الحقبة الزمنية

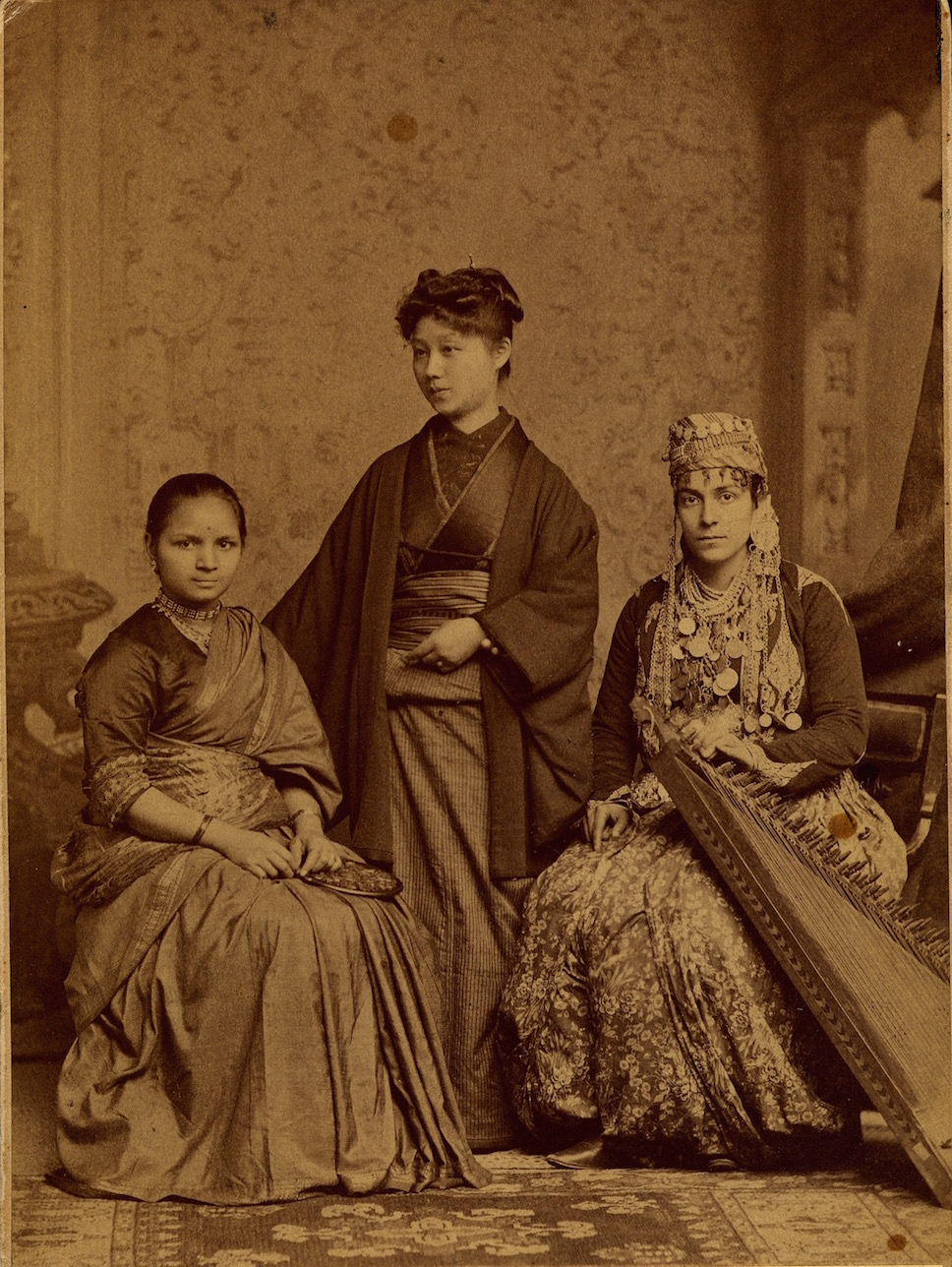
صورةٌ لأنانديباي غوشي (يسار) من الهند، وكي أوكامي (وسط) من اليابان، وثبات إسلامبولي (يمين) من سوريا العثمانية، وجميعهنَّ طالباتٍ في كلية الطب النسائية في بنسلفانيا. كل منهن قد أكملت تعليمها بالكلية وأصبحت أول فتاة في بلادها تحصل على شهادةٍ في الطب الغربي من جامعةٍ غربيةٍ.

1727:  قامت راهبات وسام سانت أورسولا بتأسيس أكاديمية أورسلان، نيو اورليانز، وتتميز بأنها من أقدم المدارس التي تعمل بإستمرار للفتيات وأقدم مدرسة كاثوليكية في الولايات المتحدة.
1742: أنشئ المورافيون في ولاية بنسلفانيا أول مدرسة داخلية للبنات في أمريكا، ومدرسة بيت لحم النسائية  التي كانت قائمة لخدمة مجتمع المورافين في وبالقرب من بيت لحم وفي عام 1863 تطورت فأصبحت جامعة، وفي عام 1913 أصبحت مدرسة وجامعة مورافية للنساء، وقد تقبل المؤرخون المورافيون على انهم الأقدم في ذلك -على الرغم من عدم تشغيلها بإستمرار بسبب وضعها المختلط على وجه التحديد مؤسسات التعليم العالي للإناث في الولايات المتحدة.
1783: قامت كلية واشنطن في شسترتاون، ميريلاند، بتعيين أول  معلمة من بين الكليات الأمريكية الأخرى، تدرس اليزابيث كليستر بيل وسارة كليستر التصوير والرسم.
1803: أكاديمية برادفورد في برادفورد، كانت ماساتشوستس أول مؤسسة للتعليم العالي تقبل النساء في ولاية ماساشوستس، وقد تأسست كمؤسسة للتعليم المختلط، ولكن بعد ذلك أصبحت محصورة فقط للنساء في عام 1837.
1826: تم افتتاح أول مدرسة ثانوية حكومية أمريكية للبنات في نيويورك وبوسطن.
1829: تم عقد أول امتحان عام في مجال الهندسة من فتاة أمريكية.
1831: وكمؤسسة خاصة عام 1831، وأصبحت كلية ميسيسيبي أول كلية مختلطة منحت شهادة للمرأة  في الولايات المتحدة وفي ديسمبر من عام  1831 تم منح شهادات لكلاً من أليس روبنسون وكاثرين هال.
1837: نظرا لانخفاض معدلات الالتحاق أصبحت  أكاديمية برادفورد في برادفورد، ماساتشوستس، مؤسسة محصورة لتعليم النساء فقط. 
1849: إليزابيث بلاكويل، التي ولدت في إنجلترا، أصبحت أول امرأة نالت على شهادة الطب من كلية الأمريكية، كلية جنيف الطبية في نيويورك. 
1850: نالت لوسي ستانتون على شهادة في مجال الأدب من كلية أوبرلين، حيث كانت أول امرأة أميركية من أصول أفريقية في الولايات المتحدة  التي تميزت بحصولها على شهادة جامعية.